# Mary Scharlieb
Mary Ann Scharlieb, född Bird 18 juni 1845 i London, död 11 november 1930, var en brittisk läkare. Hon var den första kvinnan att avlägga medicine doktorsexamen vid University of London.
Hon gifte sig med barristern William Scharlieb i december 1865 och flyttade tillsammans med honom till indiska Madras. Där utvecklade hon intresse för kvinnors hälsa och bedrev medicinska studier vid Madras Medical College. På grund av dålig hälsa återvände hon till England där hon skrevs in vid London School of Medicine for Women och avlade medicinsk kandidatexamen vid University of London 1882. Hon hade högsta betyg i medicin och forensisk medicin samt erhöll universitetets guldmedalj och ett stipendium. År 1883 fick hon audiens hos drottning Viktoria på Windsor Castle för att diskutera indiska kvinnors otillräckliga tillgång till sjukvård.
Scharlieb begav sig till Indien igen, där hon utövade medicin, undervisade i obstetrik och barnsjukdomar vid Madras Medical College samt inrättade ett sjukhus för kvinnor, Royal Victoria Hospital for Caste and Gosha Women. År 1887 blev hon igen tvungen av hälsoskäl att återvända till England där hon kom att stanna resten av livet. År 1888 avlade hon, som första kvinna någonsin, medicine doktorsexamen vid University of London. Ett år senare började hon föreläsa inom kvinnosjukdomar vid London School of Medicine for Women. Hon tog Master of Surgery-examen 1897 och var verksam som kirurg och gynekolog fram till pensioneringen 1908.
Mary Scharlieb tilldelades Brittiska imperieorden i graderna Commander (CBE) 1917 och Dame Commander (DBE) 1926. Hon utnämndes till hedersdoktor vid Edinburghs universitet 1928.